# Wilhelm Solf

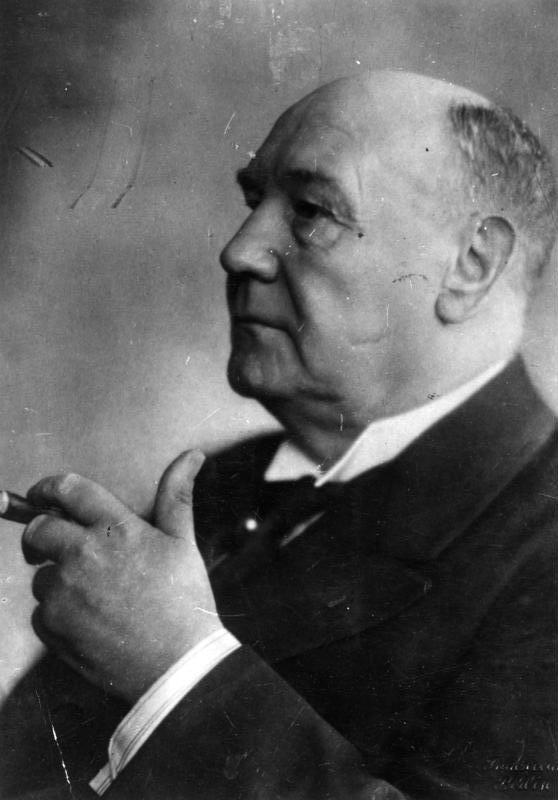
Wilhelm Solf

Dr. Wilhelm Heinrich Solf (Berlim, 5 de outubro de 1862 - Berlim, 6 de fevereiro de 1936) foi um político, diplomata e estadista alemão.
Depois dos estudos superiores em Indologia em Berlim e uma estadia em Londres, em 1888 foi admitido no serviço diplomático, iniciando seus trabalhos no Consulado Geral de Calcutá, na Índia Britânica. Logo depois prestou, com sucesso, a prova de proficiência em Direito (Staatsexamen).